# 青木秀幸
青木 秀幸（あおき ひでゆき、1961年12月 - ）は、日本の地方公務員、土木技術者。東京都水道局多摩水道改革推進本部長を経て日本水道協会理事長。

## 経歴
長岡技術科学大学大学院修士課程修了。
1986年 (昭和61年)、東京都庁入職。水道局では赤羽営業所長、研修・開発センター開発課長、施設計画課長、水源管理事務所長、多摩水道改革推進本部技術調整担当部長、給水部長、浄水部長を歴任。2016年 (平成28年) に発災した熊本地震では初動から復旧支援を行った。下水道局建設部長を経て2021年 (令和3年) 4月から多摩水道改革推進本部長。
2022年 (令和4年) 6月23日に開催された日本水道協会第100回総会で吉田永の後任として同協会理事長に選任された。「安全・安心な水道を未来につなげる　担い手として、新ステージへのチャレンジ」をテーマに掲げた日水協ビジョン（案）に取り組む。同年度に生活衛生事業功労者（水道関係功労者）として厚生労働大臣表彰。